# Conseiller du roi (Commonwealth)
Un conseiller du roi, conseil du roi ou conseil en loi du roi (abrégé en C.R.) — conseiller de la reine lorsque le monarque est une femme (King's Counsel (KC) ou Queen's Counsel (QC) en anglais) — est un titre honorifique attribué à des avocats dans certains pays du Commonwealth. Il est conféré par lettres patentes à des juristes éminents. Dans les faits les Conseils agissent comme lien entre le roi et les autres entités. Ils informent le monarque de ce qui s'y passe et informe de façon informelle ces entités du souhaits du roi les concernant. Leur rôle occulte est parfois critiqué comme dans le cadre du Brexit.

## Définition
Conseiller du roi est un statut honorifique conféré par la Couronne par lettres patentes et reconnu à la cour. Les nominations ont lieu sur la base du mérite plutôt que sur un niveau d'expérience donné. En général, il faut avoir été pendant au moins quinze ans avocat (habituellement un barrister, mais en Écosse, un advocate).

## Création et évolution
Le titre de conseiller du roi date du tournant du XVIe au XVIIe siècle en Angleterre.
Dans certains pays, le titre de conseiller de la reine ou du roi a été remplacé par un titre moins monarchique comme avocat émérite (Senior Counsel ou State Counsel).

## Par pays

### Angleterre et pays de Galles
En Angleterre et au pays de Galles, un conseiller du roi peut porter une toge de soie d'un dessin spécial.

### Australie
À partir de 1993, le gouvernement de l'Australie et la plupart des États et territoires australiens remplacent également le titre de Queen's Counsel par celui de Senior Counsel, dans un contexte de montée du républicanisme ; cette tendance s'inverse dans les années 2010 lorsque trois États australiens (le Queensland, le Victoria et l'Australie-Méridionale) restaurent le titre de conseiller de la reine.

### Canada
Au Canada, le titre de conseiller de la reine ou du roi peut être conféré autant par le gouvernement fédéral que par ceux des provinces. Aujourd'hui, sept provinces ont maintenu cette pratique ; seuls le Québec, l'Ontario et le Manitoba l'ont abolie, respectivement en 1975, 1985 et 2001. Au niveau fédéral, la pratique a cessé en 1993 mais a été reprise en 2013 pour les avocats de la fonction publique,.
En 1872, le Québec adopte une loi qui permet au gouvernement de nommer des « conseils en loi de la Reine » parmi les avocats. Toutefois, à partir de 1975, le gouvernement cessera de nommer de nouveaux membres. À partir de 2007, le Barreau du Québec crée donc la distinction « Avocat émérite » (Ad.E.) pour combler la fonction laissée vacante par le gouvernement. Cette distinction était remise par le Barreau lui-même. Le titre de conseil en loi du Roi n'est aboli officiellement qu'en 2024 au moment où le Parlement crée un nouveau titre, celui de « conseiller en loi de l’État du Québec » (c.l.). L'article 16 de la Loi sur le ministère de la Justice prévoit depuis la modification en 2024 que "Toute personne ayant exercé la fonction de ministre de la Justice porte ce titre d’office". À noter que l'article 78 du Code de déontologie des avocats prévoit que 78. L’avocat qui occupe une fonction publique évite de se placer dans une situation de conflit entre son intérêt personnel et les obligations de ses fonctions. Ainsi, il ne doit pas, notamment: 1°  tirer profit de sa fonction pour obtenir ou tenter d’obtenir un avantage pour lui-même ou pour autrui; [...].

### Nouvelle-Zélande
En Nouvelle-Zélande, le titre de Senior Counsel est adopté en 2006, mais celui de conseiller de la reine est restauré en 2012.